# Kosova Airlines
Kosova Airlines war eine im Kosovo ansässige virtuelle Fluggesellschaft. Das Unternehmen vermarktete  von Pristina ausgehende Flüge in andere europäische Städte, die es unter eigenem Namen von verschiedenen Fluggesellschaften durchführen ließ. 

## Geschichte

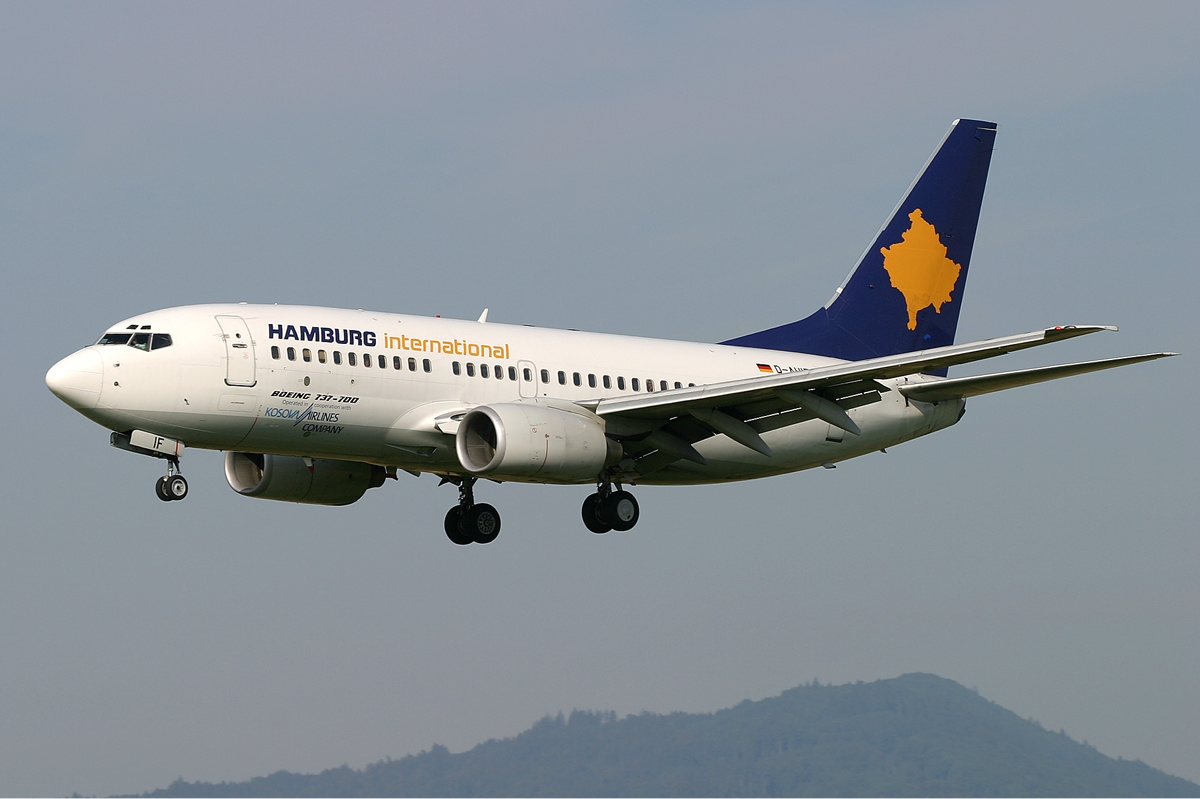
Die gemietete Boeing 737 der Hamburg International in Kosova-Airlines-Bemalung

Die virtuelle Gesellschaft wurde im Herbst 2003 von der Mission der Vereinten Nationen im Kosovo (UNMIK) und der kosovarischen Regierung gegründet. Weil Kosova Airlines kein Air Operator Certificate besaß, wurde eine Boeing 737-700 
(D-AHIF) von Hamburg International gemietet und ab dem 1. Dezember 2003 von dieser im Wetlease für das Unternehmen betrieben. Am 10. Mai 2006 endete das Mietverhältnis, woraufhin Kosova Airlines ihre Flüge mit gecharterten Maschinen anderer Fluggesellschaften fortsetzte. Die Gesellschaft beauftragte dabei nacheinander Germanwings, Edelweiss Air, Pegasus und Germania mit der Durchführung ihres Betriebs.